# Cihlová renesance

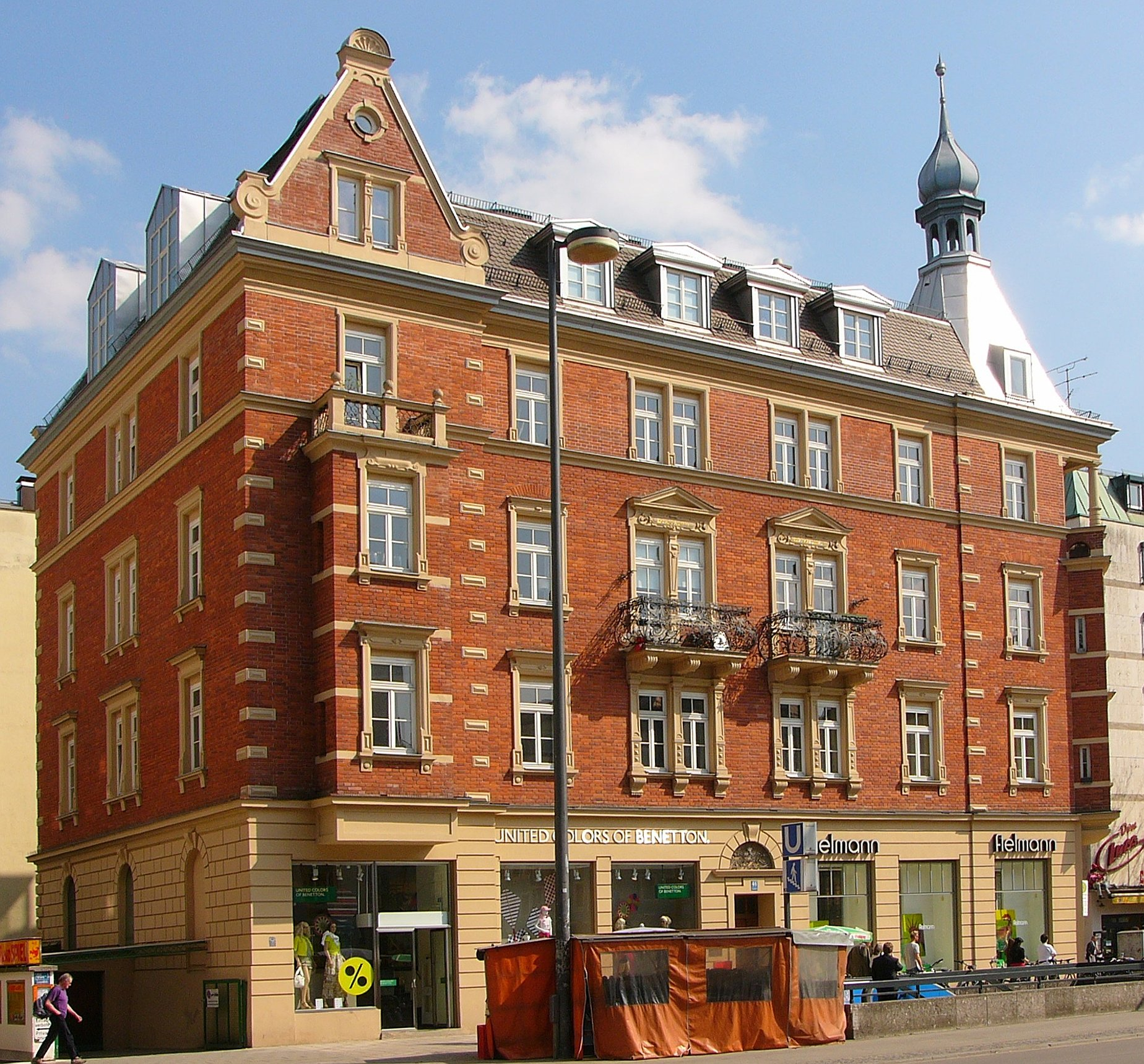
Dům v Mnichově ve stylu cihlové renesance.

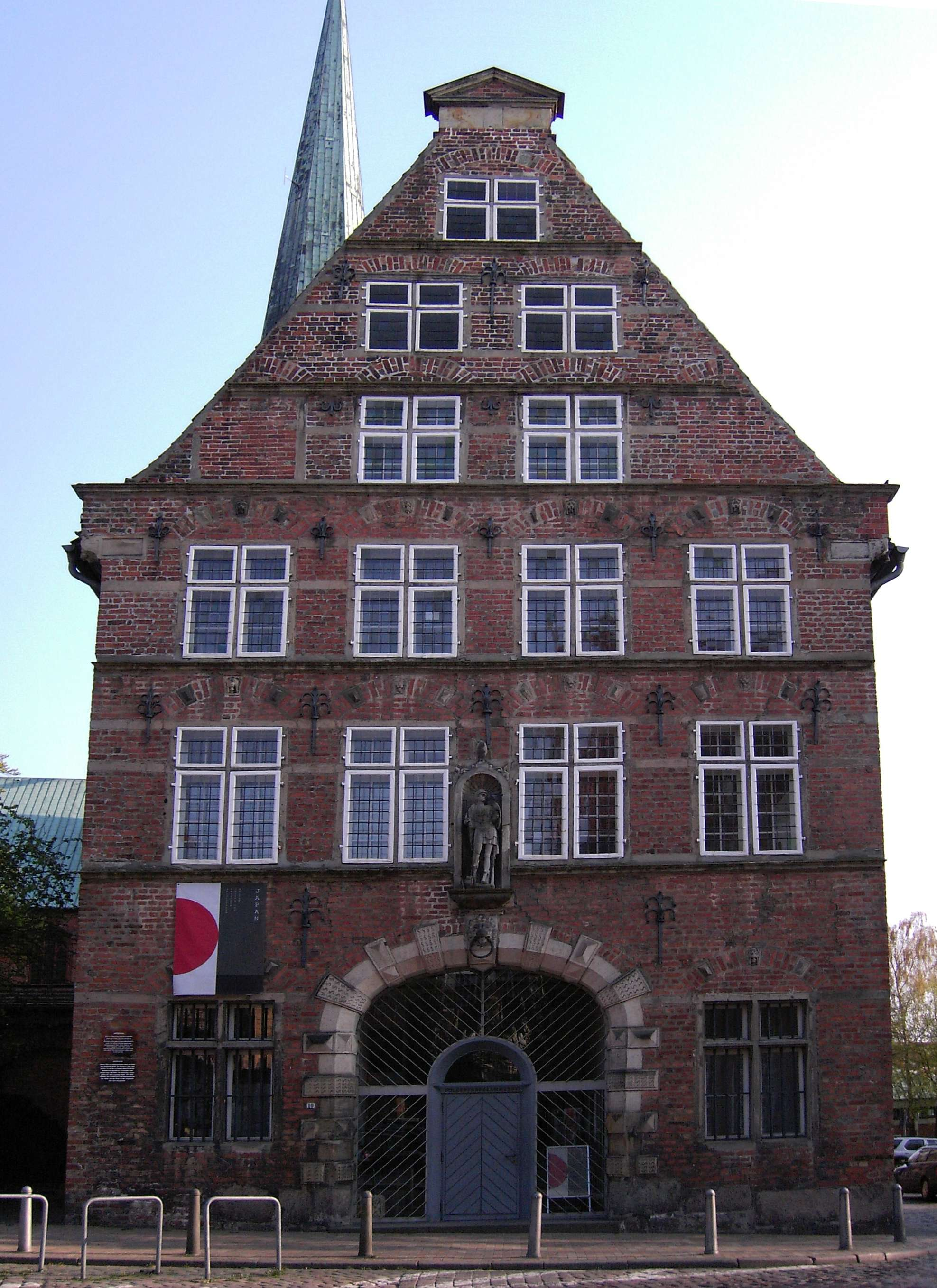
Dům v Lübecku.

Cihlová renesance (německy Backsteinrenaissance, anglicky Brick Renaissance) je stylem časově navazujícím na cihlovou gotiku. Ve srovnání s cihlovou gotikou je pojem cihlová renesance méně používaný termín. 

## Popis
V období renesance (a také baroka) byly viditelné cihelné zdi již méně atraktivní, a tak se cihly zpravila zakrývaly omítkou. Období renesance přineslo i tzv. renesanční cihlu, která byla spojena s italskou renesancí. Tyto cihly se vyráběly za použití menšího vodního podílu v hlíně a byly lisovány při použití velkého tlaku. Obecně měly renesanční cihly šířku asi 17 centimetrů a délku mezi 20 a 25 centimetry. V roce 1619 bylo J. Etheringtonem vynalezeno strojní formování cihly, přesto se ale cihly nejčastěji vyráběly ručně.
Stavby cihlové gotiky byly, zejména v hanzovních městech oblasti Baltského moře, postupně přizpůsobovány potřebám a formám renesance. V dnešním Německu lze cihlovou renesanci najít v regoinu vymezeném:
- ze severu na jih mezi Flensburgem a regionem Stará marka v Sasku-Anhaltsku
- ze západu na východ mezi Husumem a Stralsundem

Přechod mezi cihlovou gotikou a cihlovou renesancí je plynulý. Cihlová renesance si do značné míry zachovala výrazový jazyk cihlové gotiky: typickými prvky cihlové renesance jsou původně gotické prvky jako schodovité štíty budov, transepty, fasády směřující do výšky.

## Příklady
Příklady cihlové renesance:
- staroměstská radnice v Salzwedelu, Německo
- Kerkhoffhaus v Rostocku, Německo
- zámek Gadebusch, Německo
- stará radnice v Düsseldorfu, Německo
- stará pekárna Alfstraße 32  a rohový dům Alfstraße 38, Lübeck, Německo
- rybí restaurace Knurrhahn, Brémy, Německo
- zámek Bernstorf, Německo
- budova kancléřství, Lübeck, Německo
- Lübsche Vogtei, Travemünde, Německo
- mlýn Moriansmühle, Lübeck, Německo
- solné sklady (Salzspeicher) v Lübecku, Německo
- budova Schiffergesellschaft, Lübeck, Německo
- zámek Reinbek
- Stadthauptmannshof, Mölln, Německo
- Wehde, Lübeck, Německo
- Zeughaus, Lübeck, Německo
- brána Nordertor, Flensburg, německo
- staroměstská radnice v Gdaňsku, Polsko

## Galerie

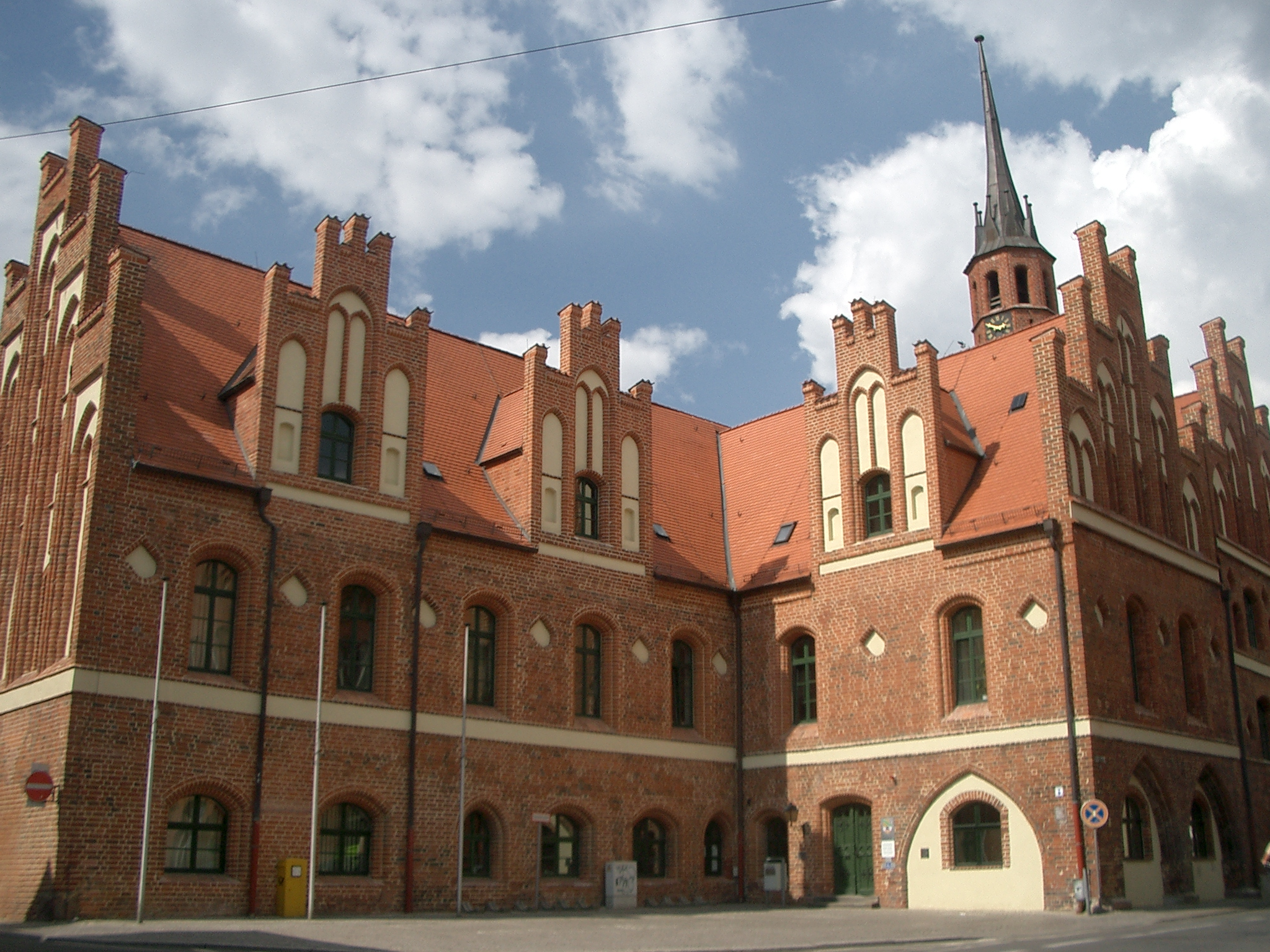
Staroměstská radnice v Salzwedelu
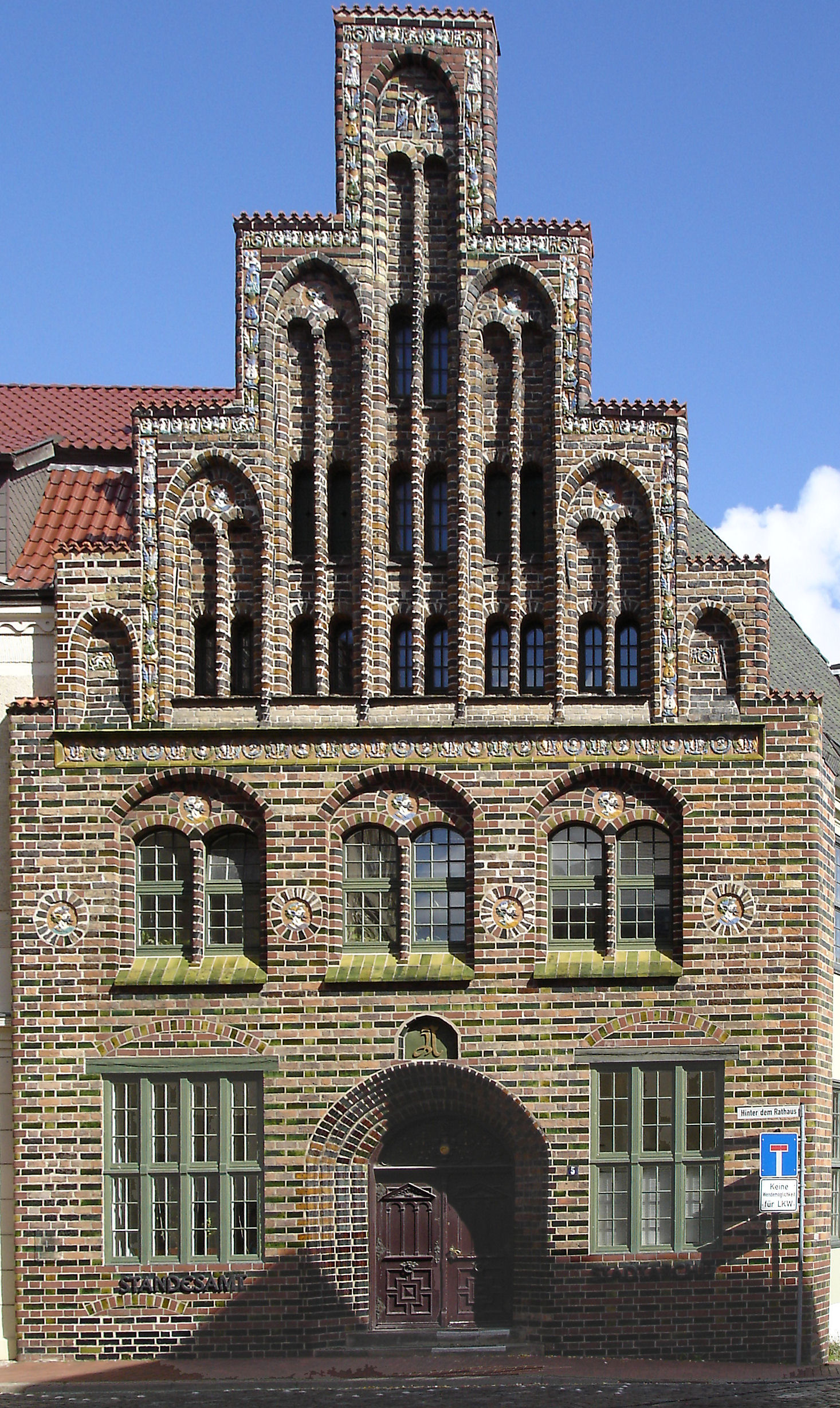
Kerkhoffhaus
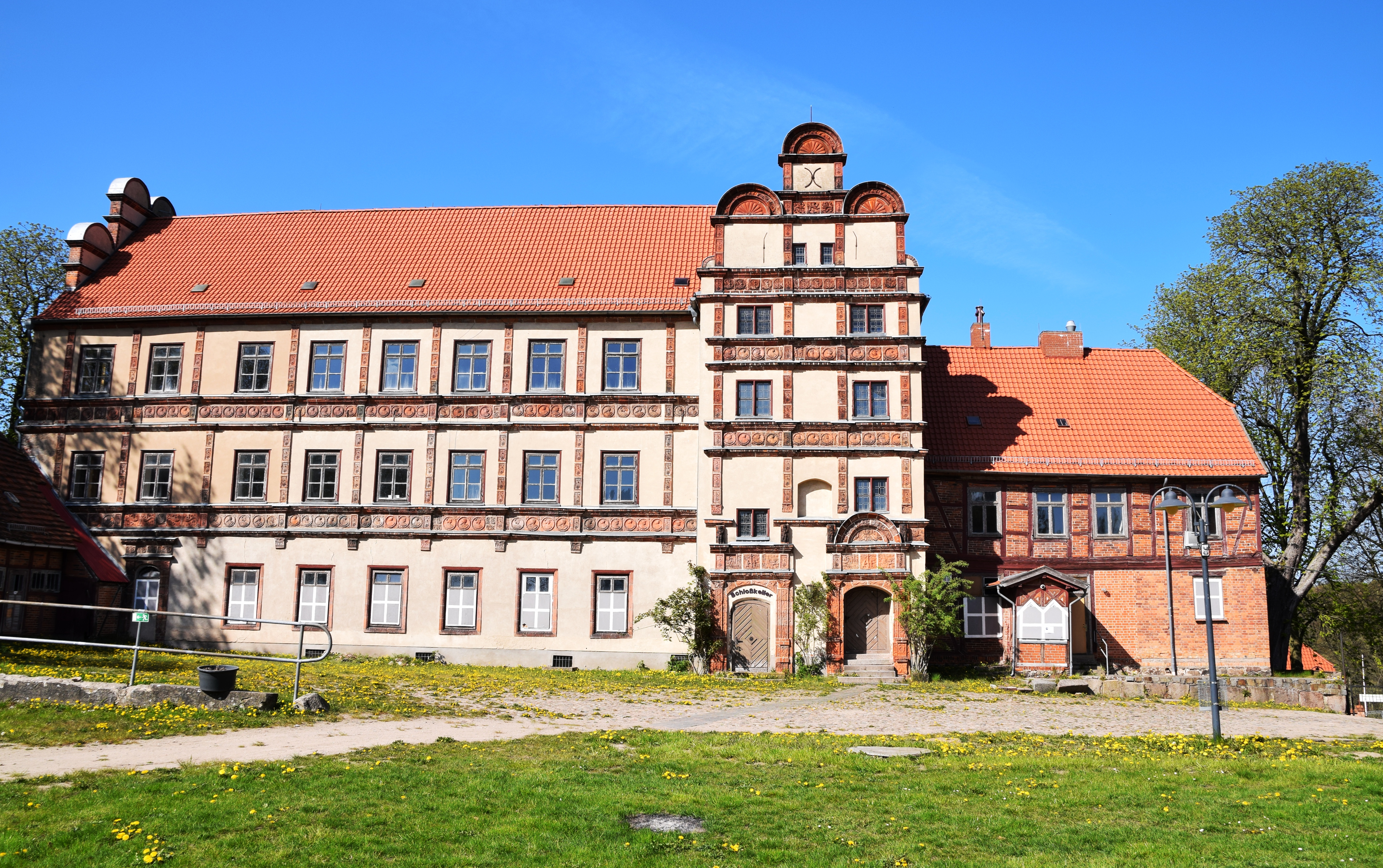
Zámek Gadebusch
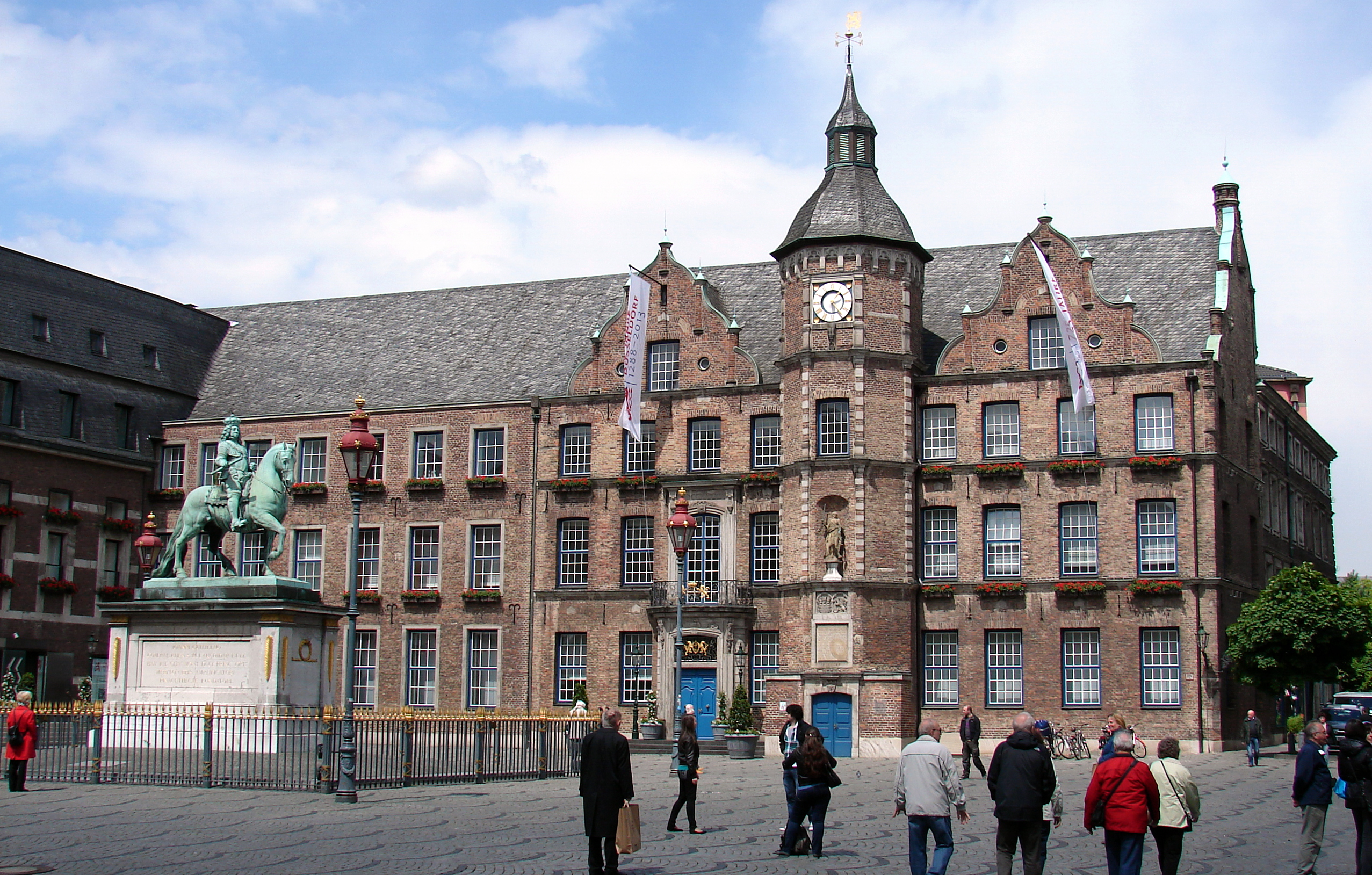
Stará radnice Düsseldorf
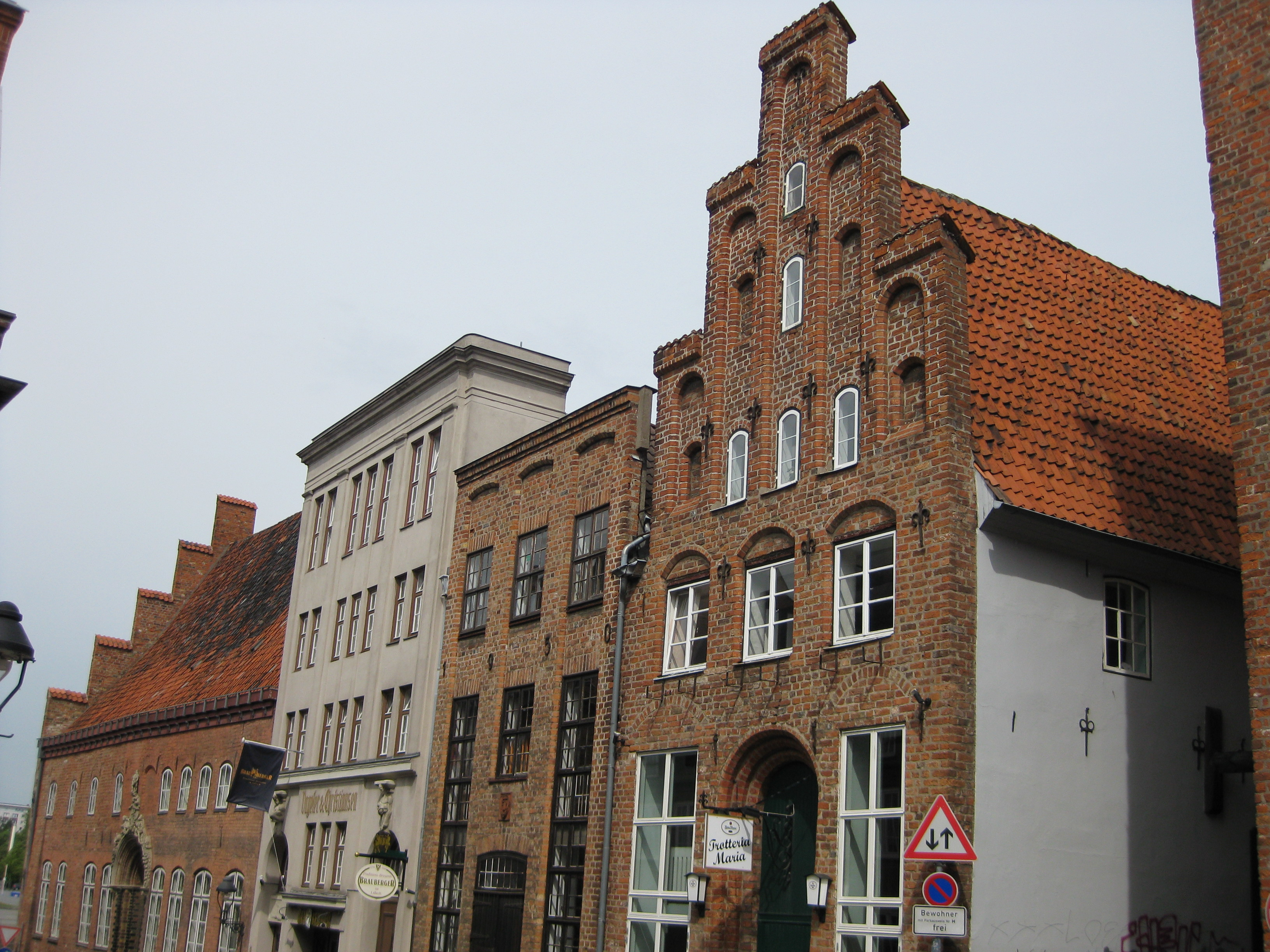
Alfstraße 32, Lübeck
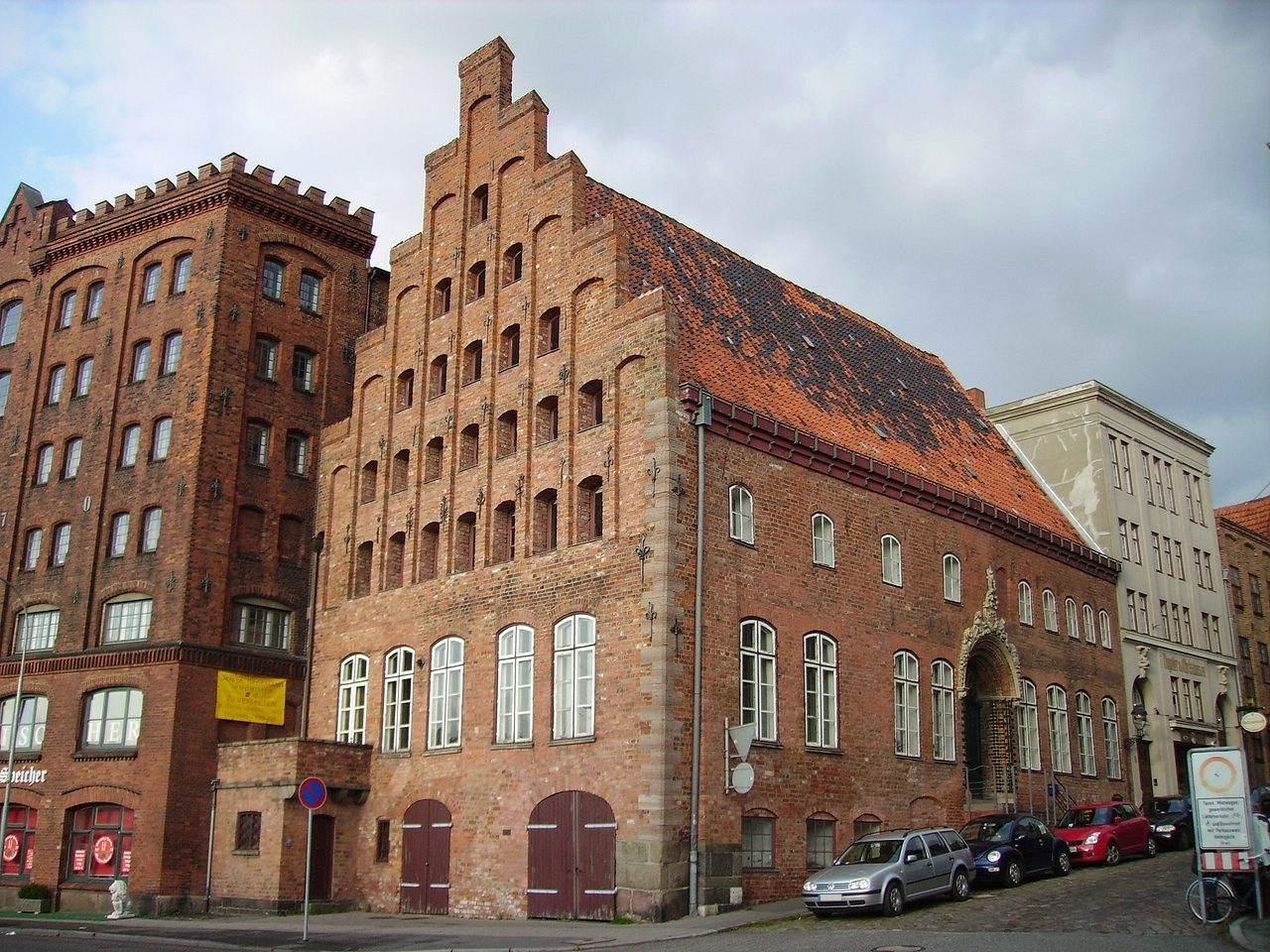
Altstraße 38, Lübeck
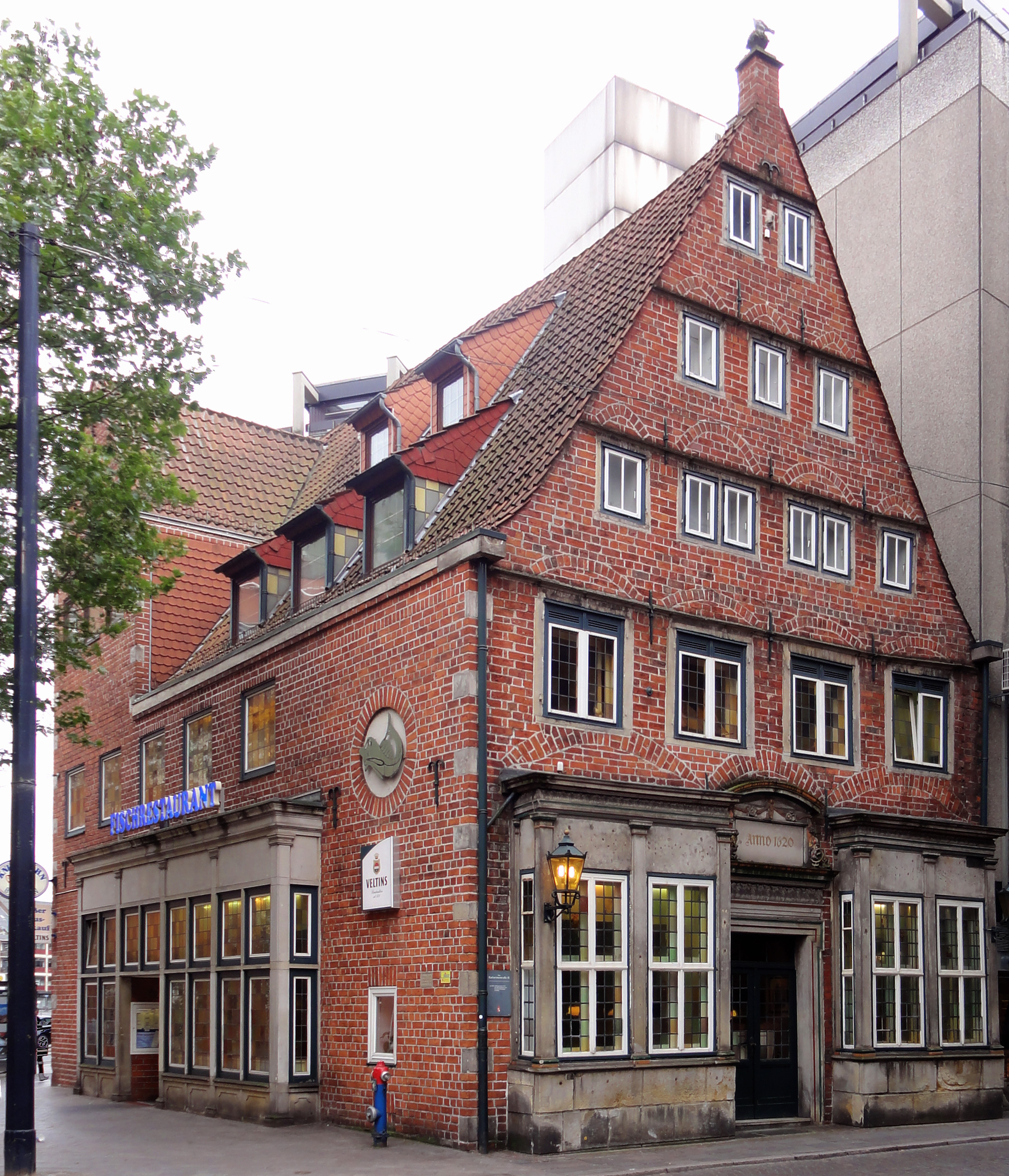
Knurrhahn, Brémy
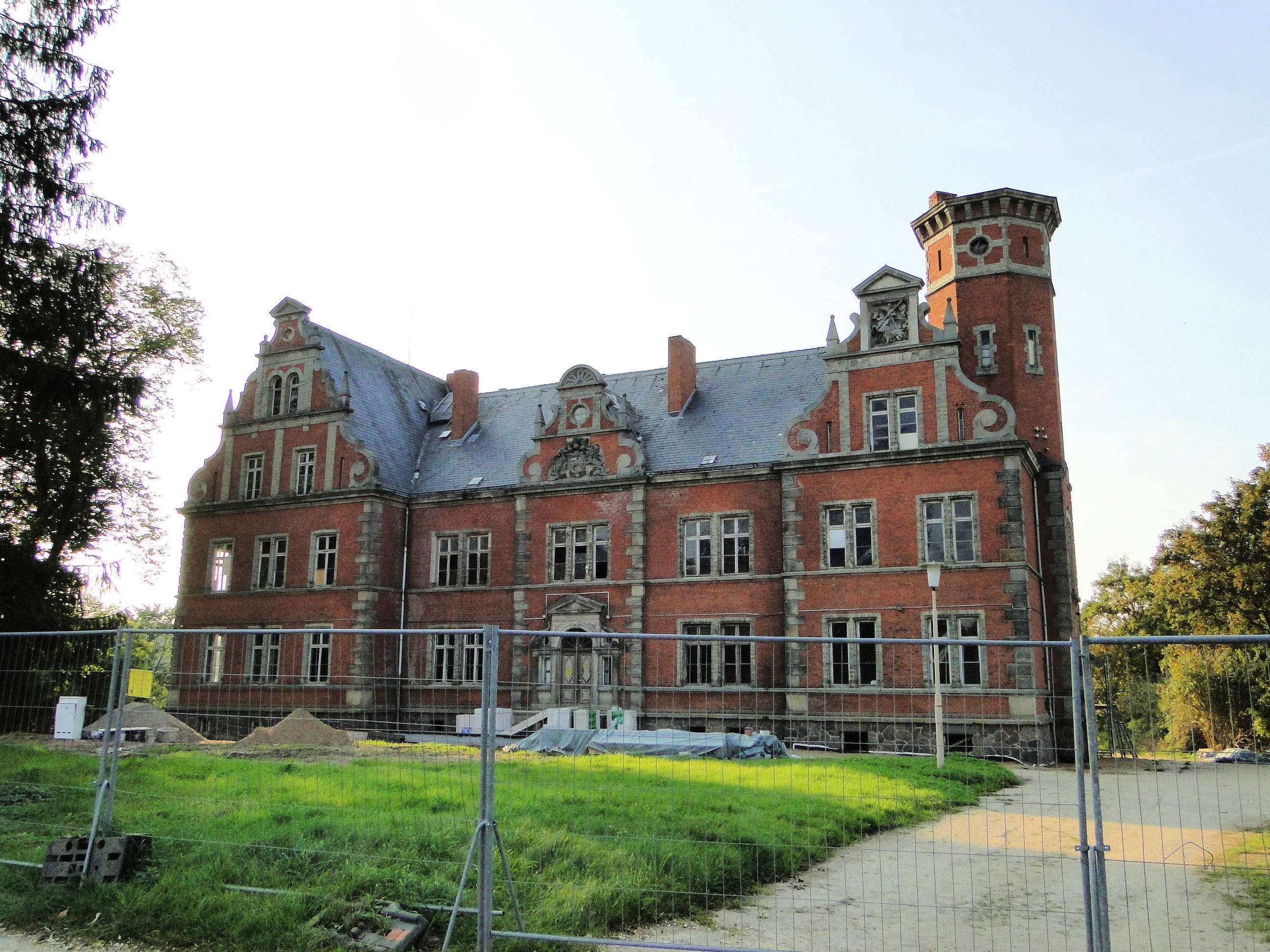
Zámek Bernstorf
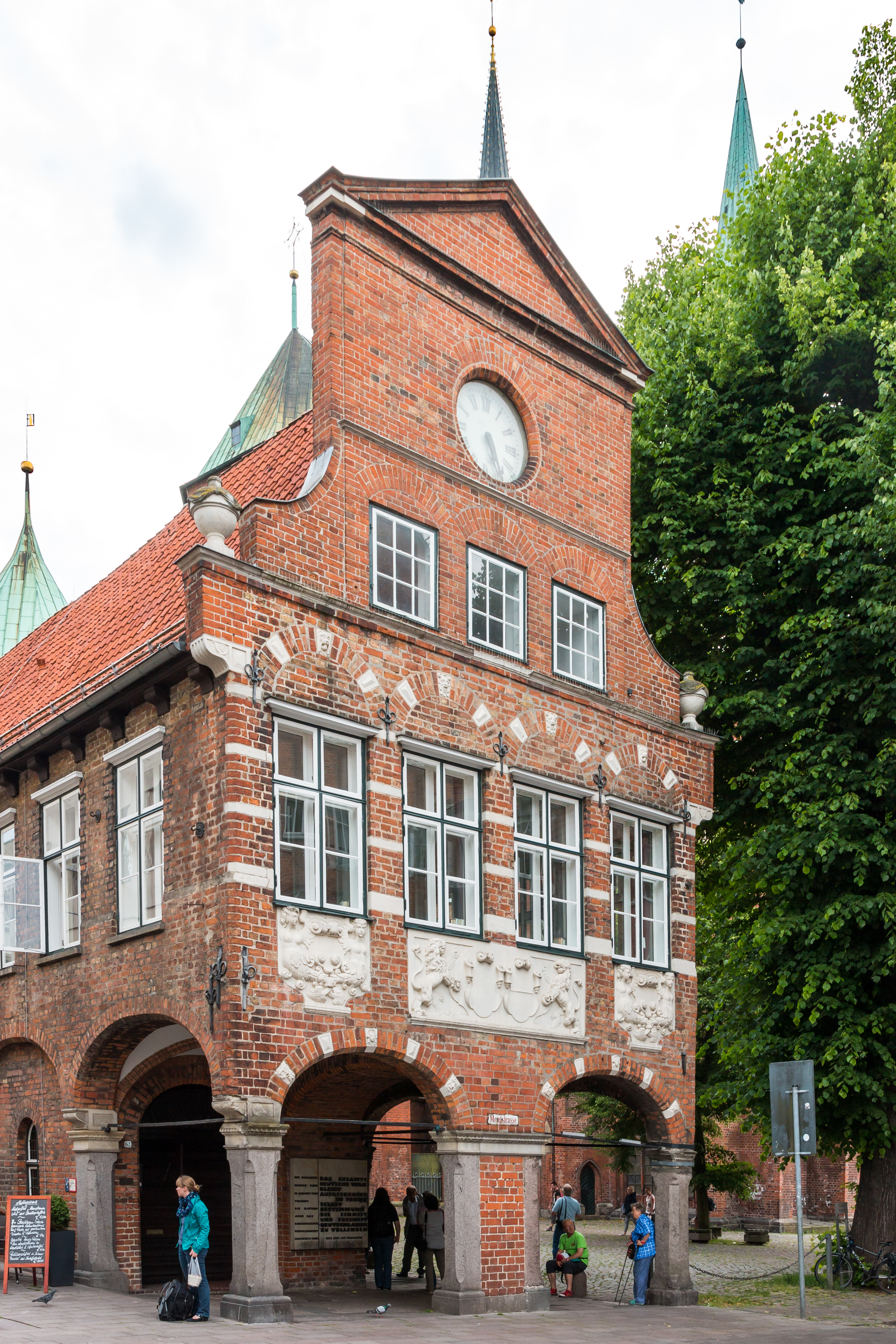
Kancléřství Lübeck
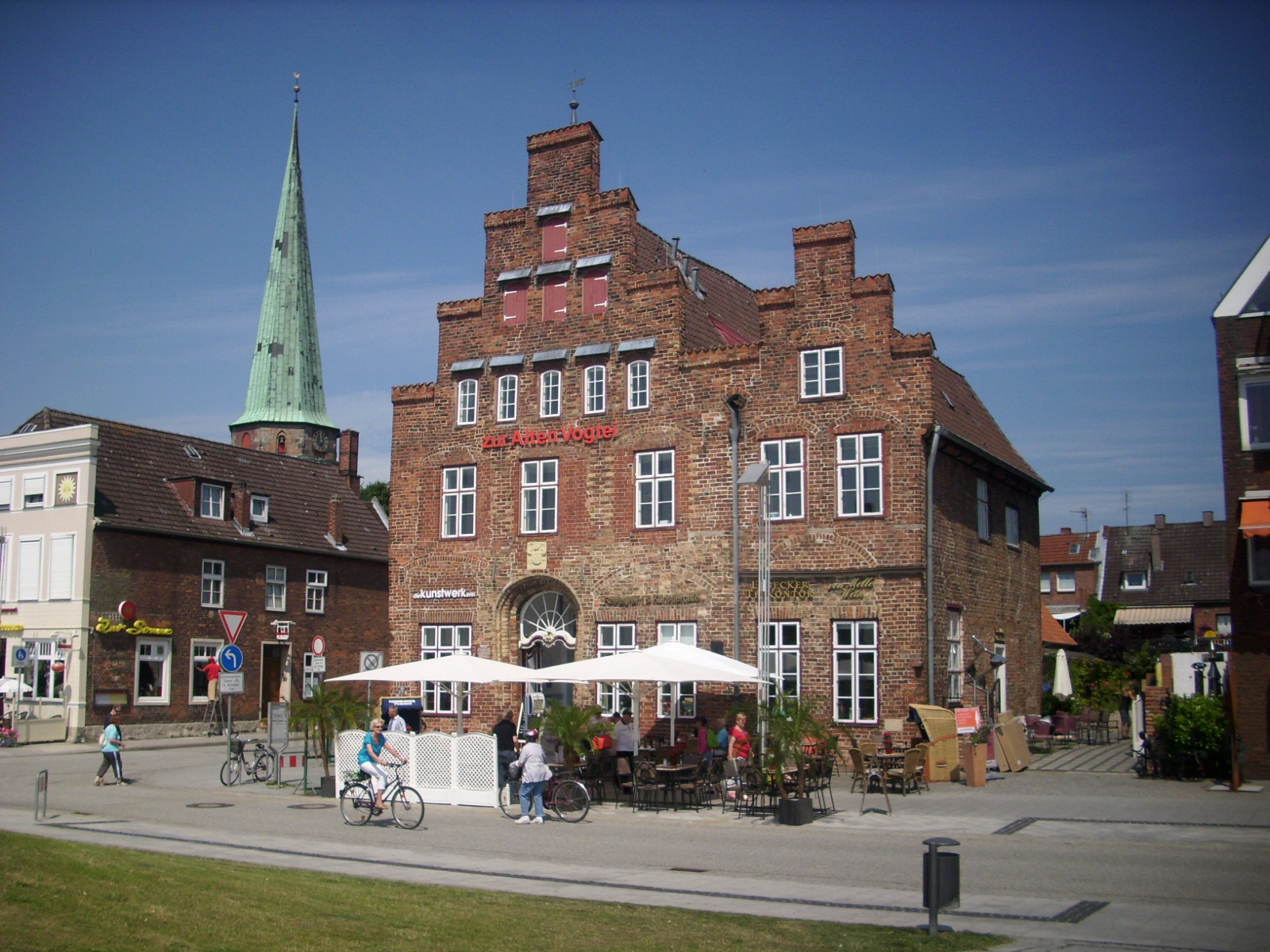
Lübsche Vogtei, Travemünde
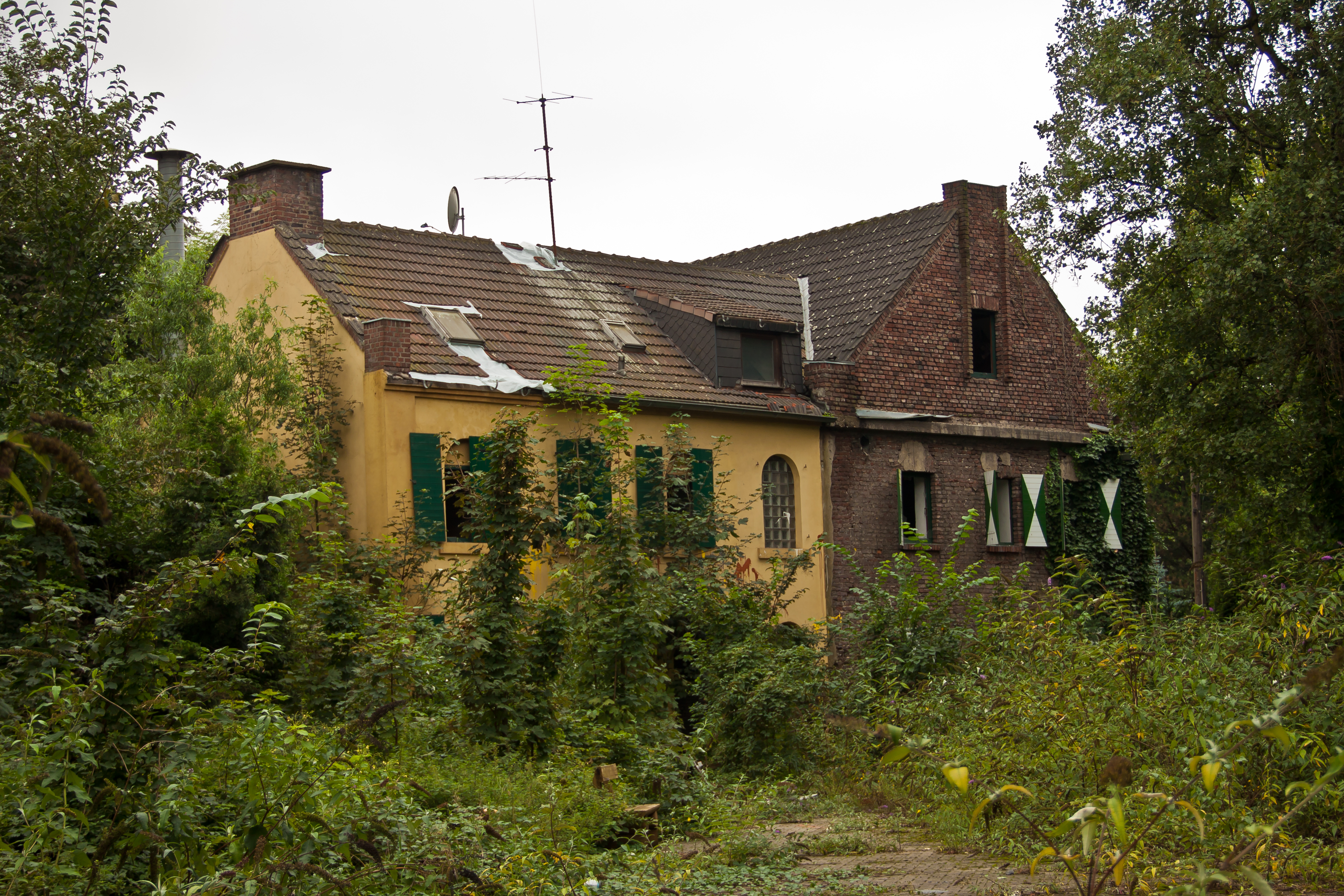
Moriansmühle, Lübeck
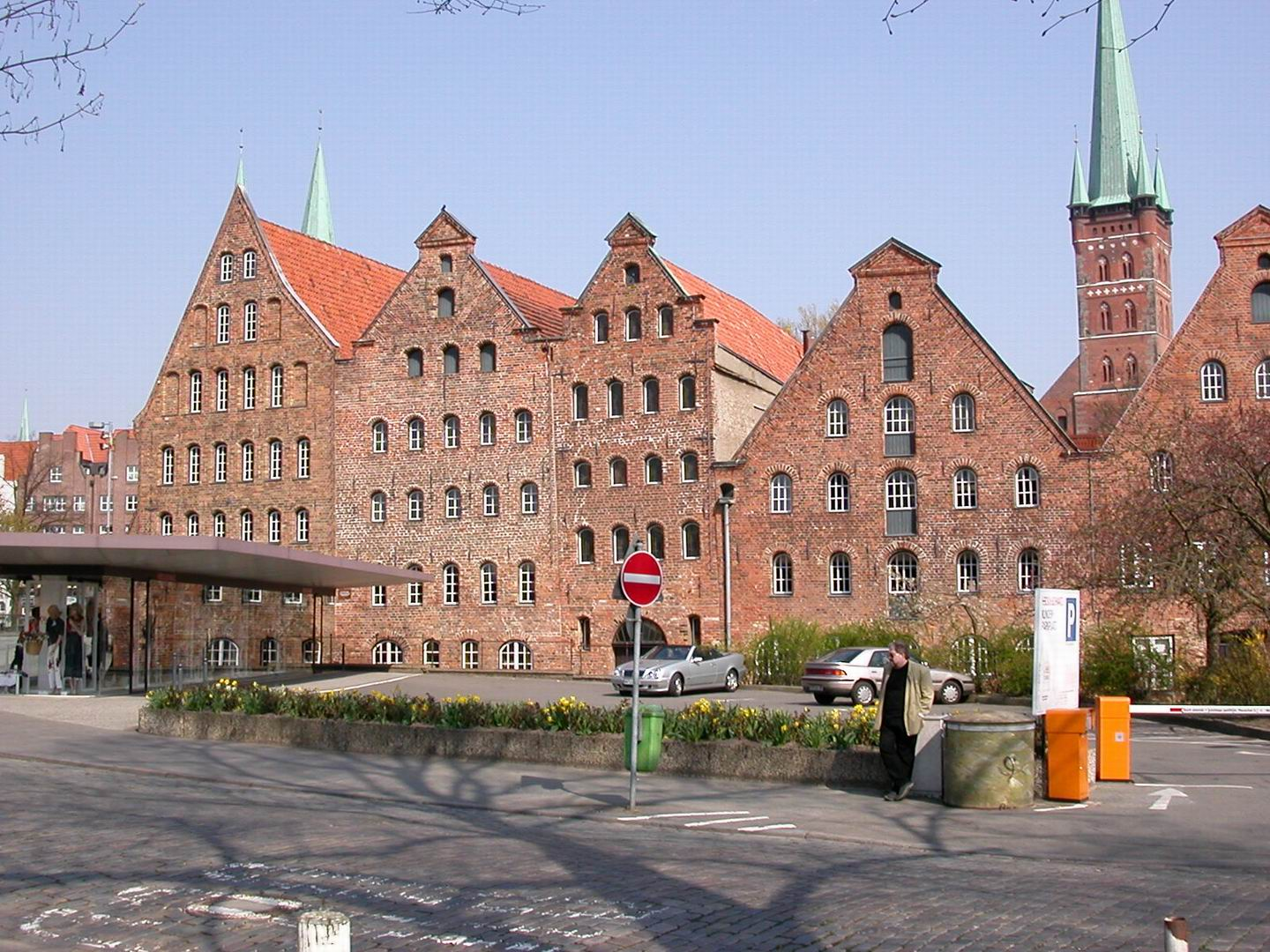
Salzspeicher Lübeck
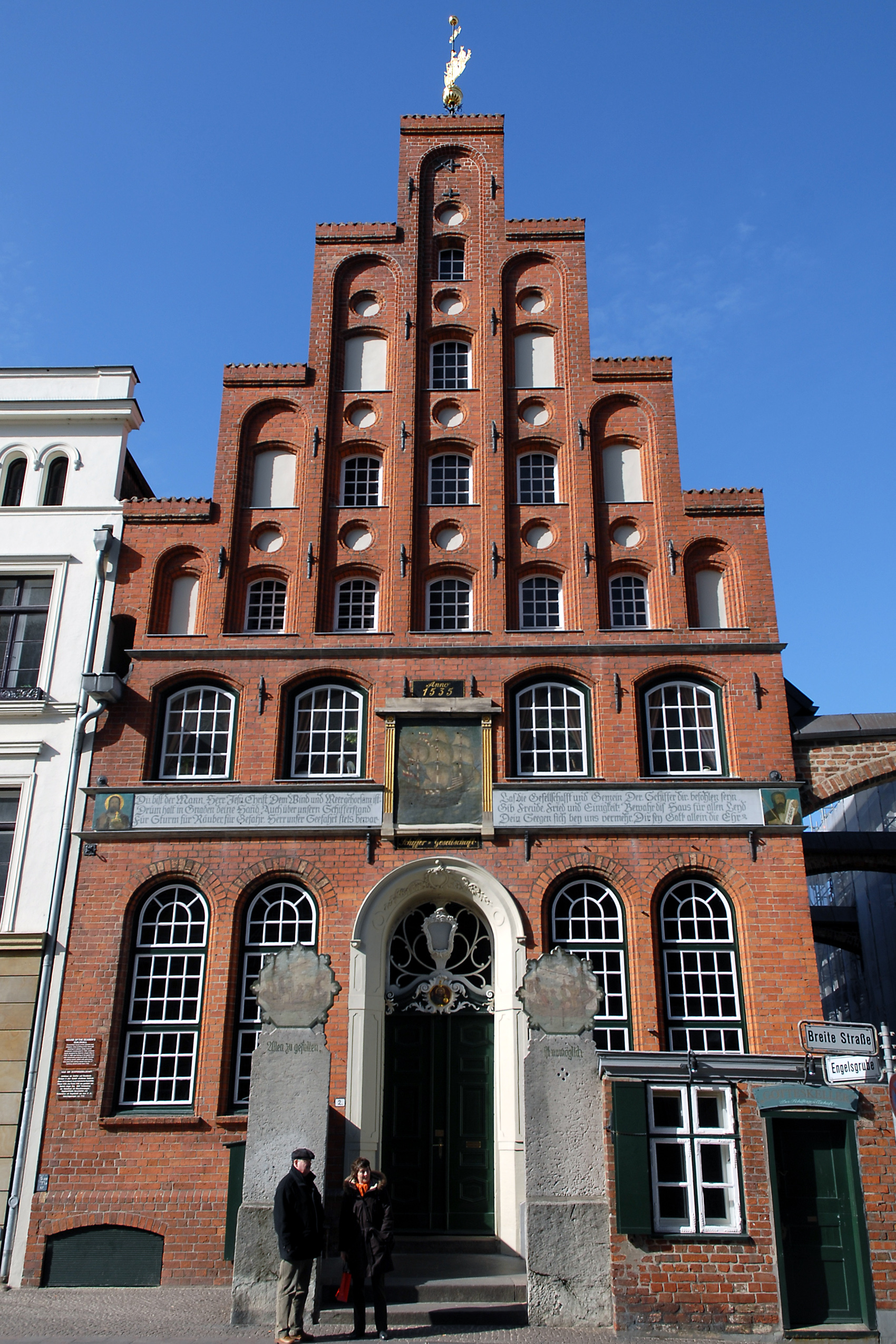
Schiffergesellschaft Lübeck
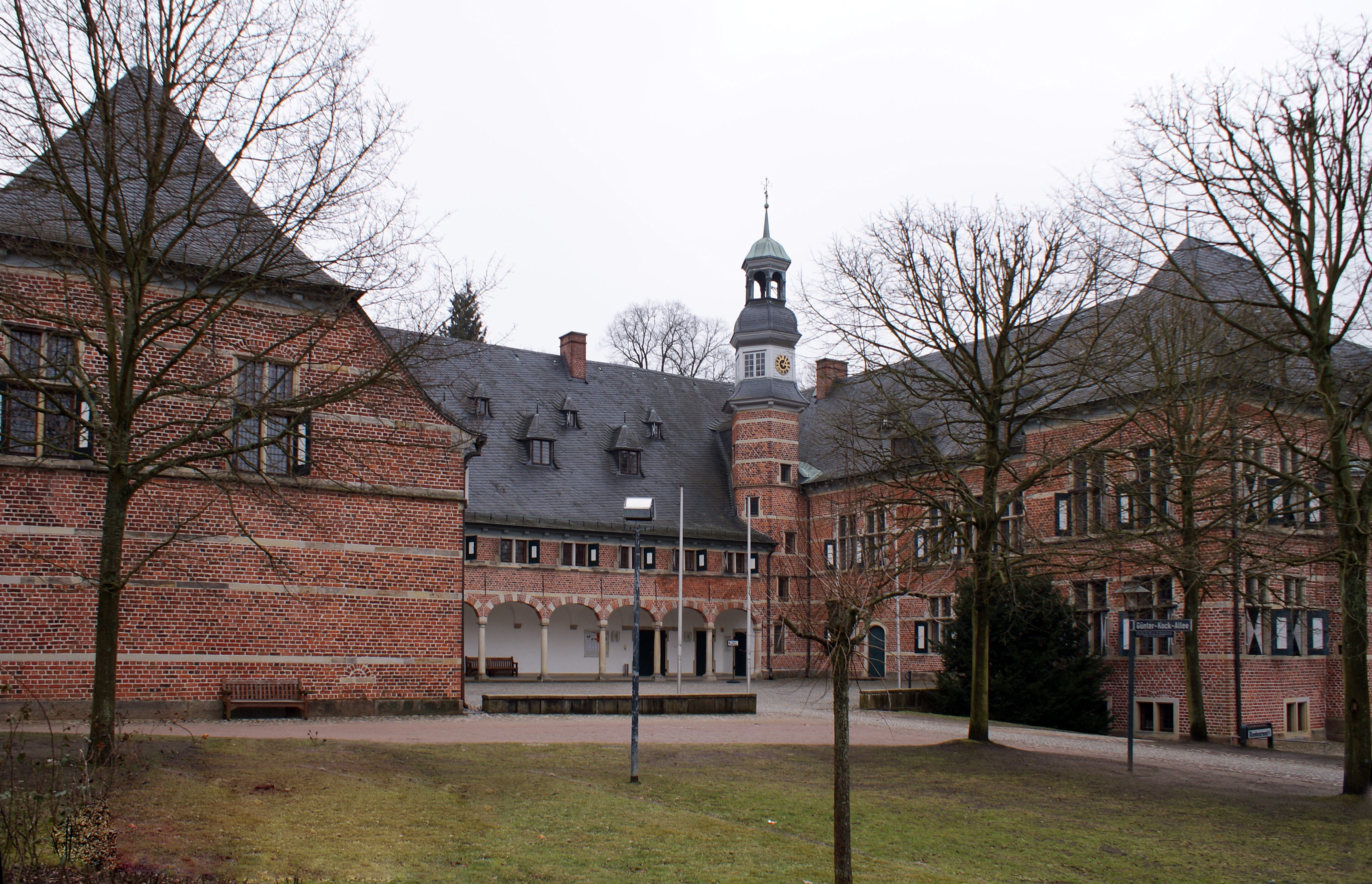
Zámek Reinbek
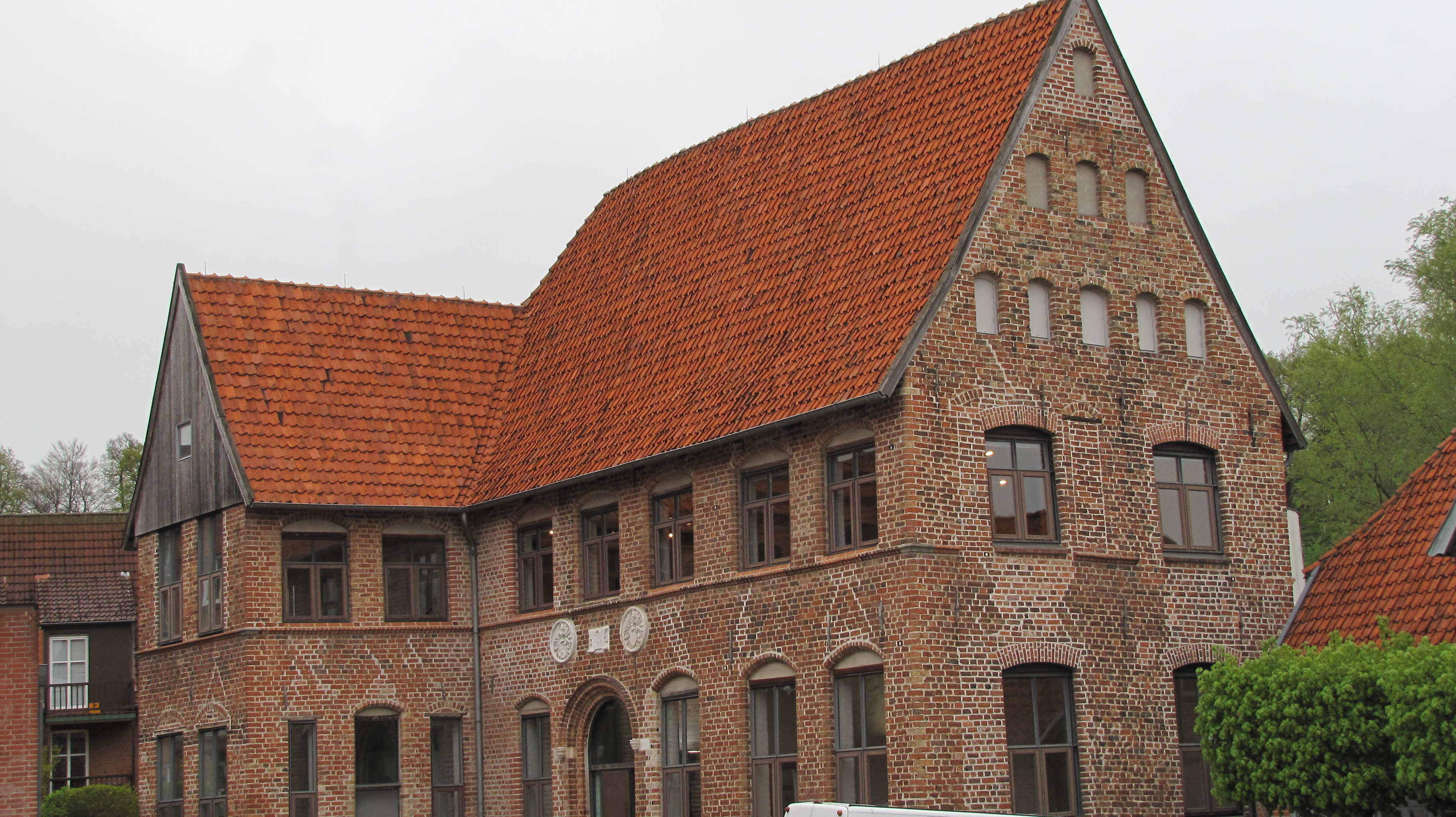
Stadthauptmannshof Mölln
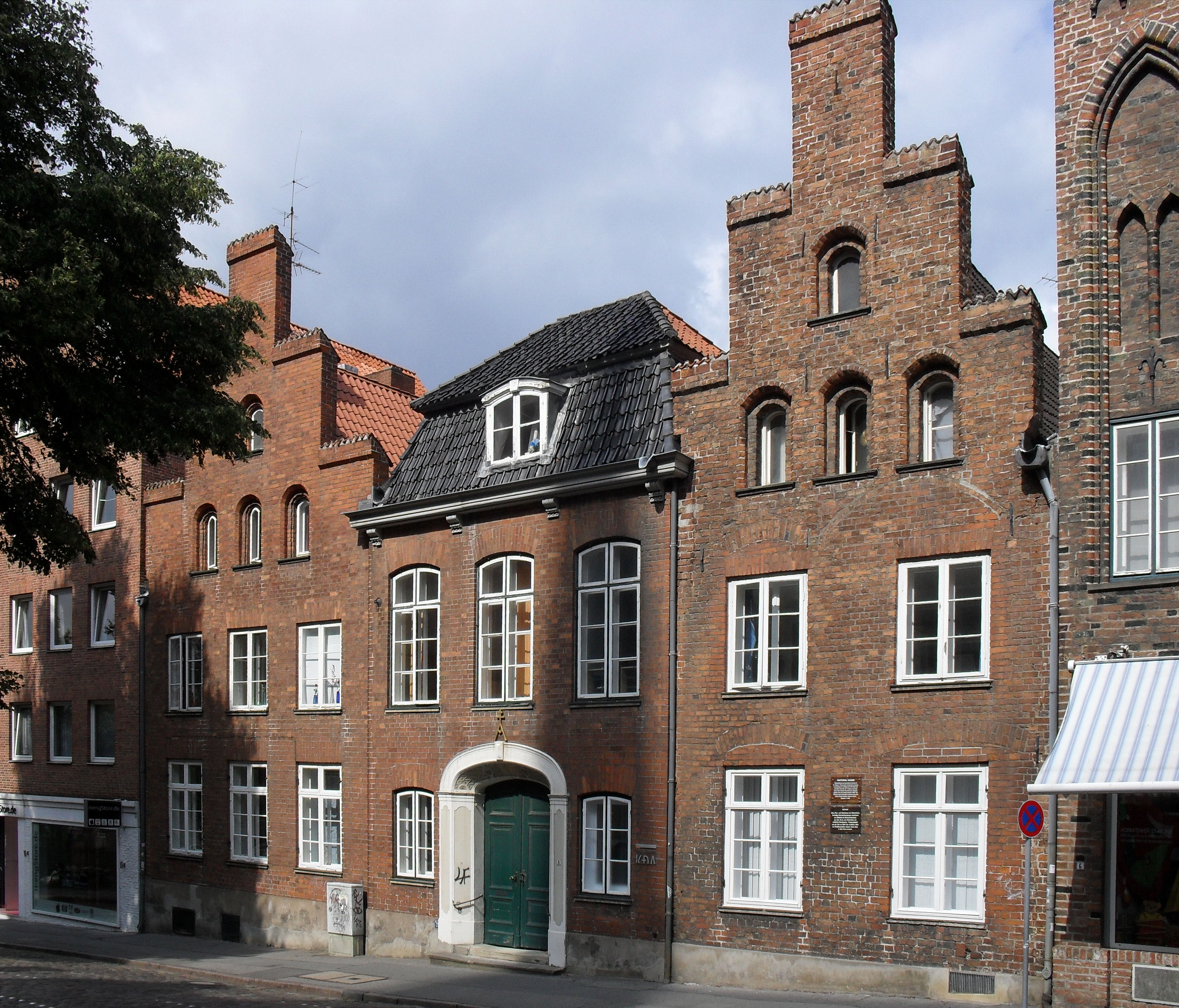
Wehde Lübeck
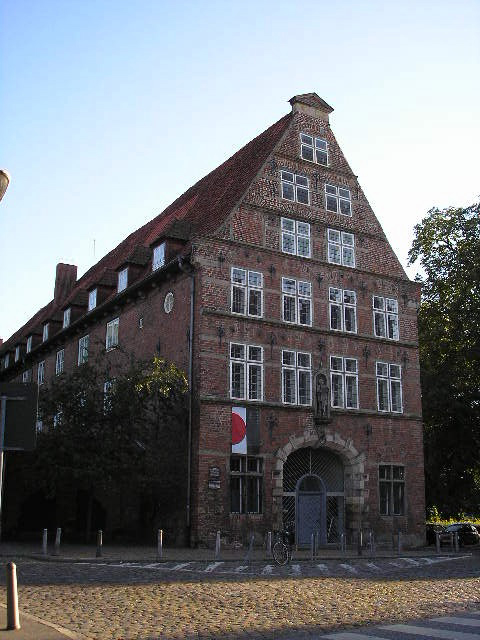
Zeughaus Lübeck
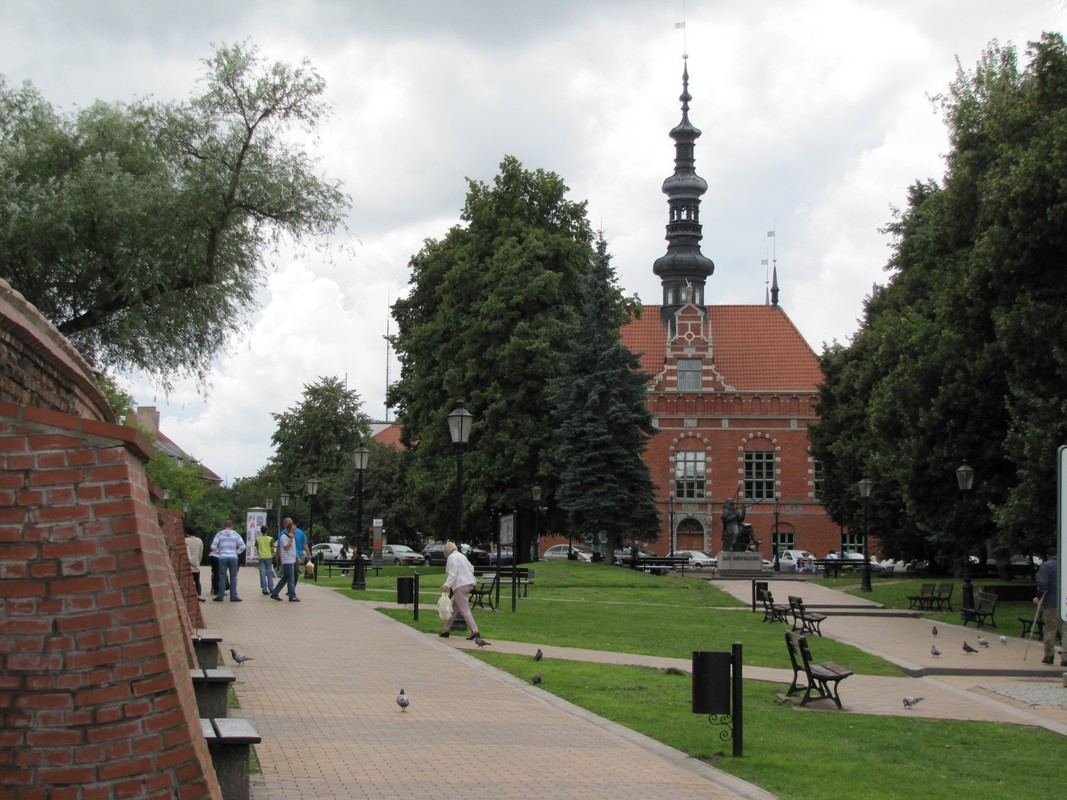
Staroměstská radnice, Gdaňsk
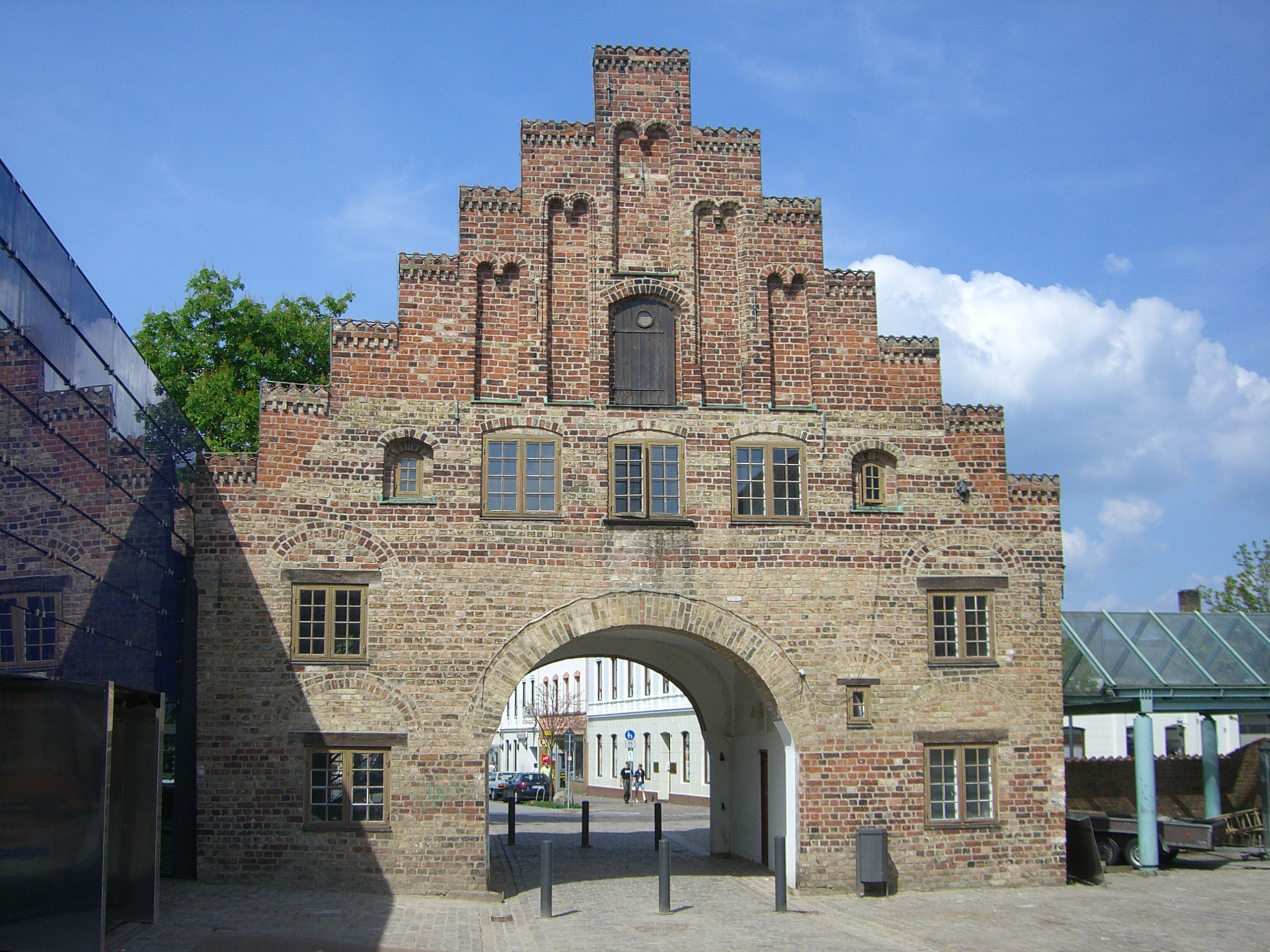
brána Nordertor, Flensburg